# Dragster

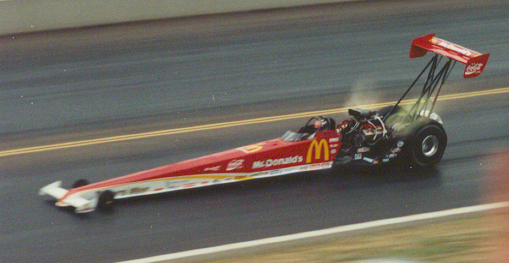
Un « Top Fuel ».

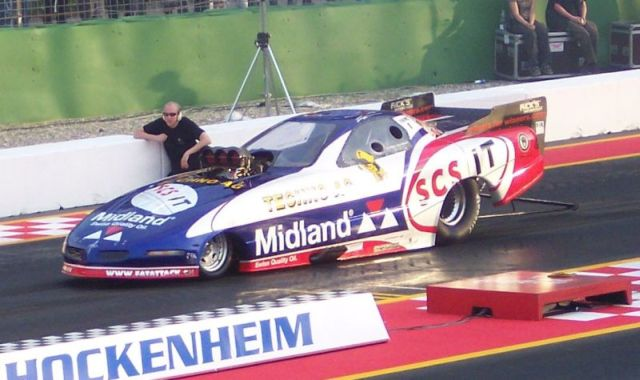
Dragster de type « Funny Car ».

Le dragster est un sport mécanique d'accélération ouvert aux véhicules à deux et quatre roues. Départ arrêté, il s'agit de mettre le moins de temps possible pour franchir une distance de 1/4 de mile (402 m), ou parfois de 1/8 mile (201 m) et depuis 2012 de 1 000 pieds (304,8 m).
La catégorie reine est le « Top Fuel », les plus rapides passaient la ligne des 402 m en moins de 4,5 s, atteignant des vitesses proches de 530 km/h. Avec la nouvelle règlementation National Hot Rod Association (NHRA) pour cette catégorie, les épreuves se disputent aujourd'hui sur 305 m en moins de 3,8 s. Ceux-ci sont propulsés par des moteurs pouvant dépasser les 8 000 ch, alimentés par un mélange de nitrométhane (90 %) et de méthanol (10 %).
Le record absolu sur le 1/4 de mile a été réalisé en juillet 1984 par l'Américain Sammy Miller avec un temps de 3,58 s et une vitesse de passage à 621 km/h. Ce record, réalisé sur le Santa Pod Raceway, en Angleterre, avec une Funny Car propulsée par un moteur-fusée, n'a été homologué ni par la NHRA ni par la FIA.
Les courses de dragster sont très populaires aux États-Unis. En France, le premier championnat a eu lieu en 1980.

## Déroulement des épreuves

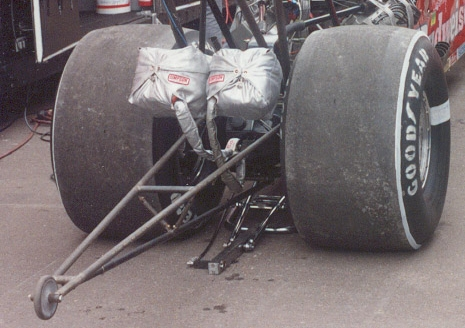
Les roues arrière d'un Top Fuel.

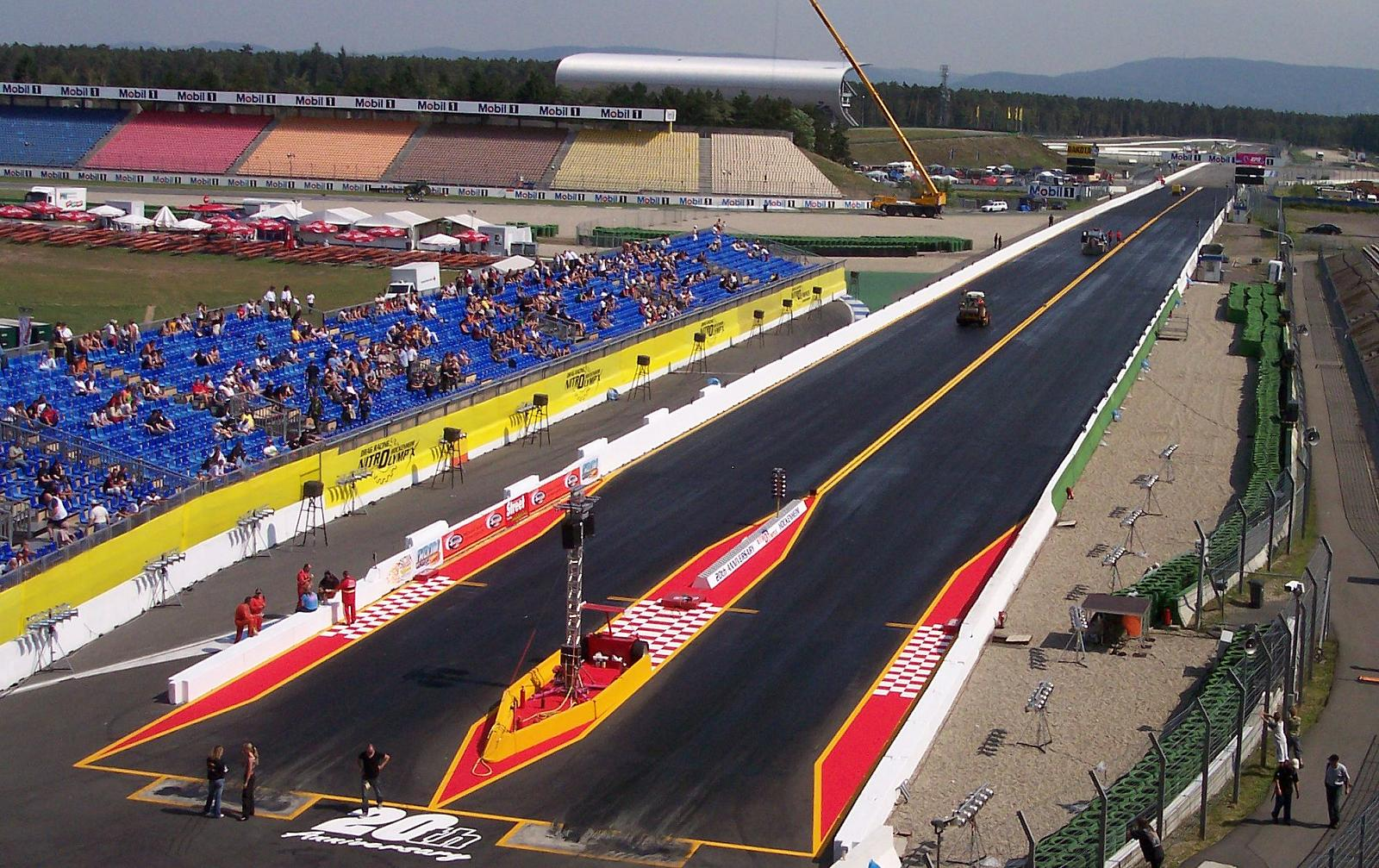
Piste de dragster à Hockenheim.

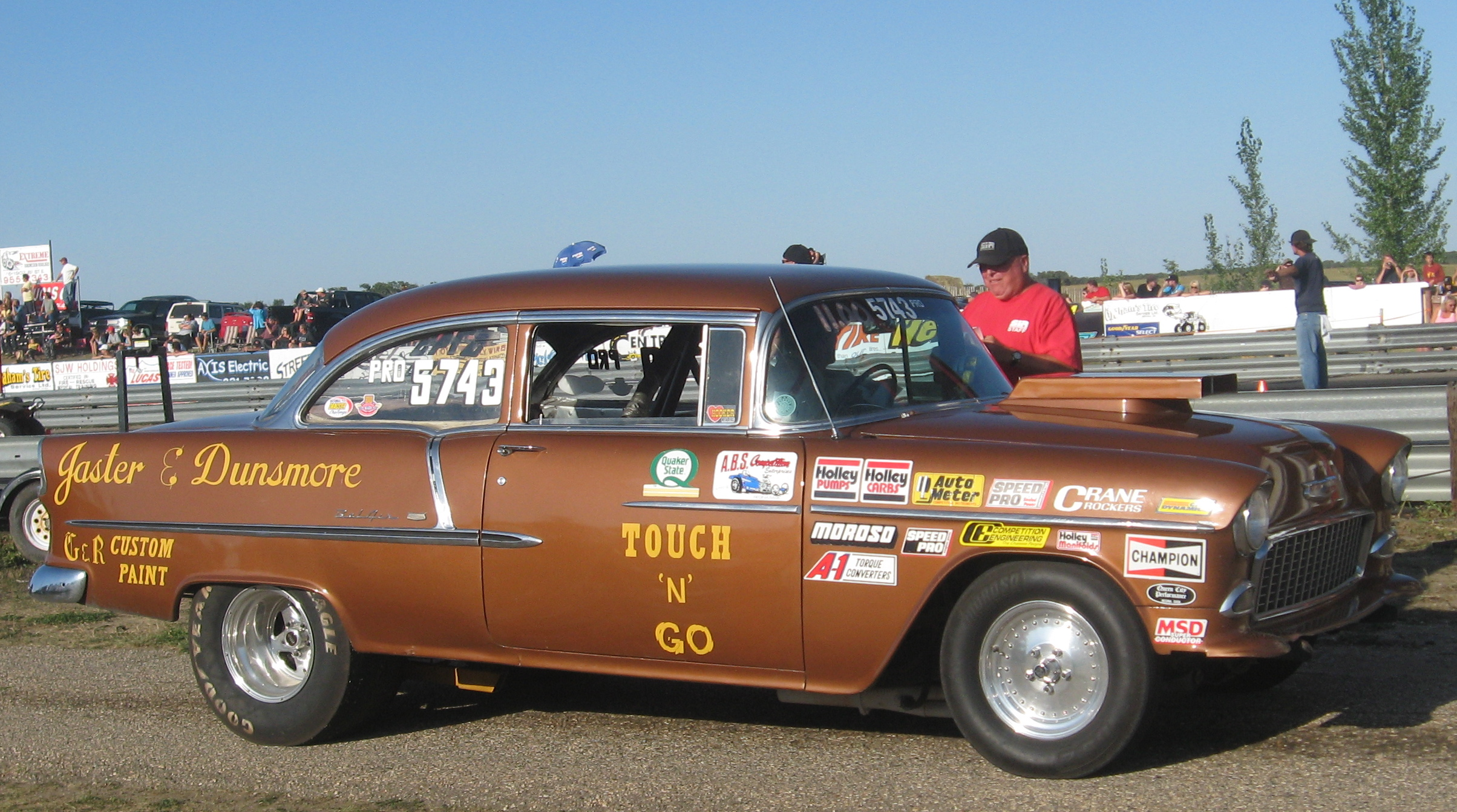
Dragster des années 1950.

Deux concurrents d'une même catégorie se présentent côte à côte, chacun dans un couloir, et procèdent à un « burnout ». Celui-ci consiste à faire chauffer la gomme des pneus arrière en les faisant patiner à l'arrêt ; cela dépose de la gomme sur la piste et augmente l'adhérence du train arrière pour le départ.
Le départ est donné au moyen d'un dispositif électronique communément appelé « arbre de Noël ». Celui-ci présente un système vertical de feux (d'où son nom), affichant un compte à rebours visuel pour chaque pilote. De feux blancs pour l'appel et le pré-départ, il passe à une succession de feux jaunes qui s'allument en cascade jusqu'au feu vert qui est le signal de départ. Un feu rouge s'allume en cas de faux départ.
Les voitures s'arrêtent avec l'aide d'un parachute, celui-ci est obligatoire. Les motos par contre n'en sont pas pourvues.
À chaque course, le perdant est éliminé tandis que le gagnant progresse au fil des étapes successives de la compétition. Cette série de courses se poursuit jusqu'à ce qu'il ne reste qu'un seul pilote, qui est alors déclaré vainqueur.
Parfois les concurrents participent à des runs qualificatifs où seuls les temps sont pris en compte. Une grille est ensuite appliquée en fonction des temps (le premier contre le seizième, le deuxième contre le quinzième, etc.), on passe ensuite à un système éliminatoire où le perdant de chaque run est éliminé.
Il y a plusieurs catégories de compétiteurs, qui sont définies par le temps mis à parcourir les 402,33 m : un pilote plus rapide que le temps de référence de sa catégorie devra aller courir en catégorie supérieure (temps de référence plus court). Il est en effet interdit de « casser l'index », c'est-à-dire d'aller plus vite que son temps de référence, ou temps de référence de la catégorie choisie, sous peine d'élimination. Le pilote s'approchant le plus possible du temps de référence (l'index) sans le battre sera déclaré vainqueur : souvent, il faut départager les concurrents au millième de seconde près. Il n'est pas rare de voir des pilotes aguerris gérer leur course en relâchant un peu les gaz pour ne pas casser l'index, tout en surveillant leur concurrent pour ne pas se laisser doubler sur la ligne d'arrivée, et finir à une ou deux millisecondes seulement de l'index.
Cette discipline est peu chère au début, puisqu'il suffit d'avoir une voiture immatriculée avec un contrôle technique valide, un casque et l'autorisation de son médecin. Le dragster procure rapidement des sensations extraordinaires, et bon nombre de participants amateurs basculent vite dans la préparation d'une voiture spécifique : moteurs préparés, voire gonflés au protoxyde d'azote, voitures allégées en vidant l'intérieur, travail sur les suspensions pour gagner en motricité, pneus spécifiques slicks, etc.

## En France
Il existe depuis plusieurs années en France un trophée organisé par une association de pilotes, l'Association Trophée Dragster (ATD). Discipline en constante évolution, le dragster en France attire de plus en plus de participants ; les machines vont de la voiture de série faiblement modifiée (GTI, sportive, ou bien américaine classique) au rail super comp et super gas de plus de 1 500 chevaux.
Le trophée ATD attire depuis le départ en moyenne plus de deux cents véhicules par course, les participants n'hésitant pas à venir de loin (Italie, Allemagne, Suisse, Belgique) pour profiter de l'infrastructure rôdée des courses organisées entre autres sur les pistes de Mirecourt, Chambley, Lanas, Vichy, Loudes, Millau, Lurcy-Lévis, Clastres.
Il existe des démonstrations de jet-car, voitures propulsées par des turbines à réaction ou autres moteurs-fusées. Celles-ci ne peuvent participer à aucun championnat.

## Championnats nord-américains
Quelques grands noms de la NHRA :
- Tony Schumacher (en) (Top Fuel) ;
- John Force (en) (Funny Car) ;
- Bob Glidden (en) (Pro Stock) ;
- Dave Schultz (Pro Stock Motorcycle) ;
- Warren Johnson (en) (Pro Stock).